# Katherine Harris
Katherine Harris (Key West, 5 aprile 1957) è una politica statunitense, membro della Camera dei Rappresentanti per lo stato della Florida dal 2003 al 2007.

## Biografia

### Formazione e inizi
Nata in Florida da una famiglia molto benestante, la Harris ottenne un master in amministrazione pubblica dall'Università di Harvard e durante gli studi lavorò nell'ufficio del deputato Andy Ireland. Prima di entrare lei stessa in politica ebbe un impiego da manager per la IBM. Nel 1994 venne eletta come repubblicana all'interno del Senato di Stato della Florida e dopo quattro anni vinse le elezioni per Segretario di Stato della Florida, sconfiggendo la compagna di partito in carica Sandra Mortham.

### Elezioni presidenziali del 2000
Nella veste di Segretario di Stato la Harris ebbe un ruolo decisivo durante la controversia delle presidenziali del 2000: la Florida era lo stato chiave che avrebbe determinato il nuovo Presidente degli Stati Uniti fra il repubblicano George W. Bush e il democratico Al Gore e la sfida fra i due appariva come un testa a testa. La Harris, che aveva il compito di presiedere le operazioni di spoglio dei voti, ebbe diversi problemi, come quello delle "punch card" (cioè le schede elettorali andavano punzonate in corrispondenza del nome del candidato scelto, ma talvolta la carta restava attaccata anche dopo la punzonatura e quindi si poneva il dubbio di considerare validi o nulli quei voti), e finì per annunciare la vittoria di Bush.
Tuttavia Al Gore presentò ricorso e ottenne da un giudice distrettuale il riconteggio manuale delle schede, in precedenza respinto dalla Harris, la quale era considerata una fervente sostenitrice di Bush. Inoltre la Harris aveva incaricato la "Database Technologies" di togliere dagli elenchi dei votanti i pregiudicati, a cui costituzionalmente era negato il diritto di voto; nel fare ciò però vennero commessi diversi errori (soprattutto di omonimia) e la Harris finì nella bufera poiché erano stati cancellati dalle liste 57.700 afroamericani, che per il 90% erano elettori democratici. Dopo una serie di riconteggi che non portarono ad una soluzione univoca, il caso finì in mano alla Corte Suprema, che alla fine consentì alla Harris di convalidare ufficialmente la vittoria di Bush.

### La carriera al Congresso
Nel 2002 la Harris si candidò al Congresso per occupare il seggio della Camera lasciato vacante da Dan Miller. La Harris riuscì a vincere grazie all'elevato numero di elettori repubblicani del distretto e divenne deputata.
Nel 2004, dopo aver vagliato l'ipotesi di una candidatura al Senato, decise di chiedere un altro mandato alla Camera e venne riconfermata. Due anni dopo ufficializzò la sua decisione di candidarsi al Senato e la sua campagna elettorale causò alcune polemiche sul tema della religione: la Harris, devota cristiana, affermò che la separazione tra Stato e Chiesa fosse una bugia e che in caso di mancata elezione di cristiani avrebbe vinto il peccato. Alla fine la Harris venne sconfitta con ampio margine dal senatore democratico in carica Bill Nelson.

### Opinione pubblica
L'immagine della Harris risentì fortemente delle vicende in cui si era trovata coinvolta, perlopiù sotto una luce negativa: Alan Dershowitz la definì "una volgare truffatrice", Maureen Dowd la paragonò a Crudelia De Mon e di lei Robin Givhan disse "In un momento nel quale sono essenziali la diplomazia, l'equilibrio e la calma, ci si chiede come possa essere all'altezza una donna repubblicana che non sa usare con moderazione neppure il bastoncino del rimmel e che per l'applicazione del trucco si serve della cazzuola". Inoltre venne accusata di essere l'amante di Jeb Bush, governatore della Florida e fratello di George W. Bush.
La Harris fu poi fatta oggetto di numerose imitazioni satiriche, fra cui quella della comica Ana Gasteyer al Saturday Night Live. Nel 2008 venne girato un film per la televisione dal titolo Recount, che trattava proprio la vicenda del riconteggio delle schede elettorali della Florida; il personaggio di Katherine Harris fu interpretato dall'attrice Laura Dern, che vinse un Golden Globe per la miglior attrice non protagonista in una serie e venne nominata all'Emmy.